# لنتيلا
لنتيلا (بالإيطالية: Lentella)‏ هي بلدية في مقاطعة كييتي في إقليم أبروتسو الإيطالي.

## السكان
في سنة 1861 بلغ عدد السكان 677 نسمة، وتطور العدد ليصل في سنة 2011 لـ 725 نسمة.
يظهر هذا المخطط البياني تطور النمو السكاني لـ لنتيلا